# Apegus slovacus
Apegus slovacus är en stekelart som beskrevs av Szabó 1969. Apegus slovacus ingår i släktet Apegus och familjen Scelionidae. Inga underarter finns listade i Catalogue of Life.